# Marika Stiernstedt
Maria (Marika) Sofia Alexandra Stiernstedt, född 12 januari 1875 i Stockholm, död 25 oktober 1954 i Finja, Tyringe kommun, var en svensk författare.

## Biografi
Stiernstedt var trots sin bakgrund socialist; hon kom från bördsaristokratisk miljö, hennes far Leonard Wilhelm Stiernstedt var friherre och hennes mor Marie Pauline Victoria Ciechanowiecka, en polsk grevinna. Pauline, Stiernstedts mormorsmor, var syster till Eveline Hanska som var hustru till Balzac. En annan syster var Caroline Sobanska vilken var älskarinna till Alexander Pusjkin. 
Stiernstedt föddes som katolik och skulle förbli det livet ut. Hon växte upp i familjens villa Lyckan, mittemot Botaniska trädgården, Uppsala. I hemmet talades franska och som 13-åring skickades hon till formell utbildning i den katolska klosterskolan Couvent du Roule i Paris. Efter hemkomsten 1890 åtnjöt hon under några år privatundervisning och lånade dessutom hem böcker av unga radikala författare som Ola Hansson och August Strindberg. Detta torde ha lett till hon vände sig emot sin uppväxtmiljös kvinnoideal för att i stället hylla medelklassens kvinnor, som kunde ha en ordentlig utbildning och uträtta något. Efter ha utgivit novellen Stackars Jose 1892 och, med sin fars medverkan, romanen Sven Vingedal 1894 under pseudonym Mark Stern fick hon ironiserande kritik av Oscar Levertin för den naiva tonen i 1899 utgivna Slätten, varpå hon beslutade sig för att avbryta författandet.
I juni 1900 gifte Stiernstedt sig med flygarbaronen Carl Cederström och de bosatte sig på den Cederströmska släktens fideikomissgård Brunn på Ingarö. Maken tillbringade en hel del tid ihop med det så kallade Bullerölaget, bestående av personligheter som Albert Engström, Bruno Liljefors och Anders Zorn, samtidigt som Marika återupptog sitt författarskap. Skvallerpressen engagerade sig i äktenskapet fram till dess upplösning 1906.
Hennes äktenskap 1909-1936 med författaren Ludvig Nordström intresserade samtiden mycket och finns skildrat i boken Kring ett äktenskap.
Stiernstedts mest uppskattade böcker torde numera vara romanerna Fröken Liwin, som beskriver motsättningarna mellan mor och dotter och det ensamma åldrandets problem samt Spegling i en skärva, novellurvalet Bland människor, ungdomsboken Ullabella, porträttboken Mest sanning samt memoarvolymerna Mitt och de mina och Adjö min gröna ungdom. Hon gjorde sig även känd genom utgivning av olika reseskildringar och tidningsartiklar
Marika Stiernstedt var tillsammans med Hjalmar Branting bland de första som i Europa uppmärksammade det armeniska folkmordet i det Osmanska riket. I boken Armeniernas fruktansvärda läge (1917) skriver hon om folkmordet.
I unga år sysslade hon med akvarellmåleri och karikatyrteckning och några av hennes teckningar återfinns i minnesboken Adjö min gröna ungdom som utgavs 1930. Under en vistelse i Paris 1907 lärde hon känna Jules Pascin som blev mycket imponerad av hennes små färglagda konstverk. 
Hon fick 1917 Samfundet De Nios stora pris med den dåtida prissumman 2 000 kr och invaldes påföljande år som ledamot i samfundet. Stiernstedt var ordförande i Sveriges författareförening 1931–1936 och 1940–1943. 
Stiernstedt var under andra världskriget engagerad i antinazistiska kretsar, bland annat var hon medlem i den antinazistiska organisationen Tisdagsklubben.

### Familj
Stiernstedt var i första äktenskapet gift med ”flygbaronen” Carl Cederström 1900–1906. I detta äktenskap föddes dottern Lena Cederström. I sitt andra äktenskap var Stiernstedt 1909–1936 gift med författaren Ludvig ”Lubbe” Nordström. Hon var syster till Georg Stjernstedt och brorsdotter till Sophie Stjernstedt. Marika Stiernstedt är tillsammans med dottern och mågen Nils Gösta Wallengren begraven på Vikens kyrkogård vid Öresund.

## Priser och utmärkelser
- De Nios stora pris (1917)